# Deployment Descriptor
Ein Deployment Descriptor (frei übersetzt „Einsatzbeschreibung“) ist eine Konfigurationsdatei im Format XML. Im Umfeld der Jakarta EE beschreibt diese Konfigurationsdatei den spezifischen Bereitstellungsprozess (englisch deployment) und dazu benötigte Informationen wie: 
- Name, Klasse und Schnittstellen einer Jakarta Enterprise Bean (EJB)
- Informationen darüber, ob bestimmte Methoden unter bestimmten Arten von Transaktionen aufgerufen werden dürfen oder müssen
- Referenzen auf Ressourcen, die der Bean vom Container bereitgestellt werden müssen, z. B. Datenquellen
- Referenzen auf andere EJBs oder Webservices
- optional die Definition der Endpunkte von Webservices, die als die EJBs angeboten werden sollen
- für Entity Beans mit Container Managed Persistence der Name ihres abstrakten Schemas sowie die Definition ihrer persistenten Felder und Beziehungen untereinander; außerdem können Queries für bestimmte Suchmethoden (sogenannte Finders) definiert werden

Neben diesen standardisierten Eigenschaften definieren EJB-Container zusätzliche, containerspezifische Eigenschaften. Zum Zeitpunkt der Installation können diese Eigenschaften je nach Container auf unterschiedliche Art angegeben werden – in Java-Properties-Dateien, XML-Dateien oder interaktiv. Die Informationen können während der Bereitstellung oder zur Laufzeit ausgewertet werden.
In Java-Webanwendungen muss der Deployment Descriptor den Namen web.xml tragen und sich im Unterverzeichnis WEB-INF zum Wurzelverzeichnis der Webanwendung befinden. In Java-EE-Anwendungen muss der Deployment Descriptor den Namen application.xml tragen und sich im Unterverzeichnis META-INF des Enterprise Archives („EAR-Datei“) befinden.

## Externe Ressourcen
- Deployment Descriptor XML Schema Reference